# Detlev Blanke
Detlev Blanke (30 mai 1941 - 20 août 2016) est un espérantiste allemand.

## Biographie
Detlev Blanke nait le 30 mai 1941 à Neumünster, en Allemagne.